# 生肉ATK
生肉ATK，遊戲品牌Nitro+的日本插畫家、遊戲開發者、原畫家、人物設計師。出身於埼玉縣。
2000年進入Nitro+上班。

## 作品列表

### 遊戲
- Phantom -PHANTOM OF INFERNO-（彩色）
- 吸血殲鬼Vedogonia（彩色）
- 鬼哭街（彩色）
- "Hello, world."（彩色）
- 斬魔大聖DEMONBANE（日语：斬魔大聖デモンベイン）（彩色）
- 沙耶之歌（2D電腦圖形指導）
- Phantom INTEGRATION（彩色）
- 天使的兩把手槍（日语：天使ノ二挺拳銃）（彩色）
- 咎狗之血（彩色）
- 塵骸魔京（2D電腦圖形監修）
- 刃鳴散（日语：刃鳴散らす）（彩色）
- （遊戲指導、彩色）
- 機神飛翔DEMONBANE（日语：機神飛翔デモンベイン）（彩色）
- 字禱子D 妖都最速傳說（彩色）
- Lamento -BEYOND THE VOID-（彩色）
- 月光嘉年華（遊戲指導、彩色）
- （遊戲指導、彩色）
- NITRO+ROYALE -HEROINES DUEL-（彩色）
- 盛（彩色）
- 咎狗之血 True Blood（彩色）
- SMG（彩色）
- Sweet pool（彩色）
- SMG SPECIAL（彩色）
- 裝甲惡鬼村正（人物設定、原畫）
- 裝甲惡鬼村正 邪念篇（人物設定、原畫）
- Axanael（彩色）
- Phenomenon 美鶴木夜石不恐怖 視覺小說版（日语：フェノメノ）（原畫）
- BLAZBLUE CHRONOPHANTASMA（特別插圖（收錄在畫廊模式））
- Fate/Grand Order（部分人物設定）
- 刀劍亂舞（部分人物設定）

### 插圖
- 海法紀光《塵骸魔京》（封面插圖、插畫）
- 一郎《棺姬嘉依卡》（封面插圖、插畫）
- 鋼屋神（日语：鋼屋ジン）《裝甲惡鬼村正 妖甲秘聞 鋼》（封面插圖、插畫）
- 一肇（日语：一肇）（封面插圖）
- 奧特怪獸擬人化計劃 第3回 雷德王醬（日语：レッドキング#その他）（《電擊G's magazine》2014年2月號）
- 奧特怪獸擬人化計劃 第4回 傑頓星人（日语：ゼットン星人#その他の作品に登場するゼットン星人）（《電擊Hobby Magazine（日语：電撃ホビーマガジン）》2014年3月號）
- 奧特怪獸擬人化計劃 第7回 馬格馬星人（日语：マグマ星人#その他の登場作品）（《Hobby Magazine》2014年6月號）

### 其它
- 永川成基（日语：永川成基）《裝甲惡鬼村正 -琴乃的劍冑-》人物設定
- 電視動畫《魔法少女小圓》第9話預告插圖
- 電視動畫《宇宙浪子》第3話特別宇宙人設定
- 電視動畫《BLAZBLUE ALTER MEMORY 第6話片尾插圖
- 電視動畫《春&夏事件簿 ～春太與千夏的青春～》人物原案[2]
- 電視動畫《Gamers 電玩咖！》第6話片尾插圖
- 凍京NECRO＜＞ SUICIDE MISSION 聯名角色 "御子神 和泉" 原畫設計
- 布袋戲《Thunderbolt Fantasy 東離劍遊紀》系列角色設計

## 外部連結
- 生肉ATK的X（前Twitter） （日語）